# Nadia Khadem
Pour les articles homonymes, voir Khadem.
Nadia Khadem ou Nedjma Khadem, née le 6 octobre 1970 à Tiaret, est une judokate algérienne évoluant dans la catégorie des moins de 52 kg à la JSM Tiaret. 

## Carrière
Nadia Khadem est championne d'Algérie en 1985 et 1988. Elle remporte la médaille de bronze  dans la catégorie des moins de 52 kg aux Championnats d'Afrique de judo 1989 à Abidjan ainsi qu'aux Championnats d'Afrique de judo 1990 à Alger.
Elle remporte une médaille d'argent dans la catégorie des moins de 52 kg aux Championnats d'Afrique féminins de judo 1991 à l'île Maurice et aux Championnats d'Afrique de judo 1992 à Port-Louis.
Elle est médaillée de bronze dans la catégorie des moins de 57 kg aux Jeux africains de 1995 à Harare.